# Harold Gillies
Harold Delf Gillies (Dunedin, 17 juni 1882 - Marylebone, 10 september
1960) was een plastisch chirurg die algemeen wordt beschouwd als de vader van de moderne plastische en reconstructieve chirurgie. Zijn nieuwe technieken op het gebied van gezichtsreconstructie, met name tijdens en na de Eerste Wereldoorlog, legden de basis voor de ontwikkeling van dit specialisme. Zijn werk herstelde niet alleen de functie en het uiterlijk van zwaargewonde soldaten, maar beïnvloedde ook generaties chirurgen die in zijn voetsporen traden.

## Vroege leven en opleiding
Gillies werd in 1882 geboren in Dunedin, Nieuw-Zeeland, in een welgestelde familie. In 1903 verhuisde hij naar Engeland om te studeren aan de Universiteit van Cambridge, waar hij uitblonk in zowel academische vakken als sport. Hij behaalde zijn medische graad aan het St Bartholomew's Hospital in Londen in 1908 en werd in 1910 Fellow van het Royal College of Surgeons of England.

## Eerste Wereldoorlog
Tijdens de Eerste Wereldoorlog raakte Gillies geïnteresseerd in reconstructieve chirurgie terwijl hij diende bij het Royal Army Medical Corps. Hij was bijzonder gefascineerd door de uitdaging van het herstellen van ernstige gezichtsverwondingen die soldaten opliepen door de nieuwe vorm van gemechaniseerde oorlogsvoering. Hij erkende de behoefte aan gespecialiseerde behandeling en wist de Army Medical Services te overtuigen om een speciale faciliteit op te richten in Queen's Hospital (later Queen Mary's Hospital) in Sidcup.
In dit ziekenhuis ontwikkelde Gillies talrijke reconstructieve technieken, waaronder de buisvormige steellap (tubed pedicle flap), die een hoeksteen werd van de plastische chirurgie. Zijn werk was gericht op het herstellen van zowel functie als vorm bij gewonde soldaten door "gelijksoortig weefsel te vervangen door gelijksoortig weefsel", wat betekende dat hij weefsels gebruikte van vergelijkbare gebieden van het lichaam voor gezichtsreconstructie. Zijn pionierswerk leidde tot duizenden succesvolle reconstructies en vestigde zijn reputatie als leider in het opkomende veld van de plastische chirurgie.

## Naoorlogse bijdragen en innovaties
Na de oorlog zette Gillies zijn baanbrekende werk voort en publiceerde hij in 1920 het baanbrekende leerboek Plastic Surgery of the Face. Dit boek, gebaseerd op zijn oorlogservaringen, beschreef de innovatieve technieken die hij had ontwikkeld en werd een fundamentele tekst in de plastische chirurgie.
Hij was ook instrumenteel in het verbeteren van chirurgische instrumenten, door het ontwerpen van gereedschappen zoals de Gillies weefselklem (Gillies tissue forceps) en de Gillies naaldhouder (Gillies needle holder), die de efficiëntie en precisie bij chirurgische procedures verbeterden. Bovendien waren zijn nauwgezette administratie en nadruk op multidisciplinaire zorg - inclusief psychologische ondersteuning - hun tijd vooruit, wat een holistische benadering van patiëntherstel demonstreerde.
In 1930 werd Gillies geridderd voor zijn bijdragen aan de geneeskunde en chirurgie. Tijdens de Tweede Wereldoorlog organiseerde hij plastische chirurgiediensten in heel Groot-Brittannië en leidde persoonlijk een grote chirurgische eenheid in Basingstoke.